# Романов, Иван Михайлович (историк)
Иван Михайлович Романов (4 декабря 1909, II Холгуминский наслег Мегино-Кангаласский район, Якутия — 15 ноября 1978, Якутск) — советский учёный, историк, доктор исторических наук, профессор. Заслуженный деятель науки Республики Саха (Якутия) и РСФСР (1969).

## Образование и научная деятельность
В 1921 году завершил обучение в 4 классе сельской школы.
С 1923 по 1926 годы учился в средней школе города Якутска.
Продолжил обучение в Якутском педагогическом техникуме.
С 1928 по 1932 годы обучался в Московской государственной Академии Коммунистического воспитания имени Н. К. Крупской. Окончив академию, получил специальность преподавателя марксистской философии.
В 1947 году проходил 9-месячные курсы диссертантов в Академии общественных наук при ЦК КПСС, где защитил кандидатскую диссертацию на тему «Борьба большевиков с буржуазной контрреволюцией в России с июля по октябрь 1917 г.».
В 1963 году защитил диссертацию доктора исторических наук по теме «Деятельность Н. Г. Чернышевского в период Вилюйского заточения».
Основной темой научных исследований являлась история передовой общественной мысли.
Является автором около 70 научных и научно-популярных работ. Активно исследовал и сочинил двухтомную монографию о пребывании Н. Г. Чернышевского в Вилюйске. Автор многих статей, посвященных изучению ряда вопросов истории якутской политической ссылки. Показывал в своих статьях и публичных выступлениях огромное значение общественной деятельности, научно-литературного наследства П. А. Ойунского.

## Карьера
С осени 1925 по июнь 1928 года осуществлял трудовую деятельность пропагандистом партийной школы-передвижки в Чурапчинском и Мегино-Кангаласском районах Якутии.
С 1930 по 1932 годы, будучи студентом, читал лекции по диамату в Московском государственном авиационном институте и в Высшем инженерно-строительном училище в Москве.
С мая 1932 по март 1936 годы трудился в должности инспектора, а затем заведующим учебно-методическом сектором и заместителем народного комиссара просвещения Якутской АССР.
В 1934 году был одним из инициаторов и организаторов открытия первого высшего учебного заведения в республике — Якутского государственного педагогического института.
С марта 1936 по июль 1938 годы работал в должности начальника управления по делам искусств при СНК Якутии. При участии Романова началось решение вопросов повышения профессионального уровня коллектива артистов, улучшения идейно-художественного содержания репертуара театров, началось создание на научной основе экспозиции музея имени Ярославского. По инициативе Романова Якутский драматический театр ставил пьесы А. И. Софронова, Н. Д. Неустроева, якутских советских писателей: П. А. Ойунского, Д. К. Сивцева, С. П. Ефремова, Н. Е. Мординова. Активно пропагандировал литературное наследие А. Е. Кулаковского, А. И. Софронова, Н. Д. Неустроева.
С 1938 по 1940 годы находился в тюрьме по ложному обвинению. В судебном процессе доказал свою невиновность.
С 1940 по 1942 годы — учитель истории и директор школы № 9 города Якутска.
С июня 1942 по август 1943 годы работал в должности директора Якутского педагогического училища.
С 1943 по 1956 год работал в Якутском государственном педагогическом институте. Занимал должности заместителя директора по научной работе, завидущего кафедрой истории СССР, преподавателя основ марксизма-ленинизма и истории СССР.
В январе 1949 года получил научное звание доцент по кафедре марксизма-ленинизма.
В декабре 1959 года был избран на должность проректора по учебной и научной работе Якутского государственного университета, а в сентябре 1961 года — проректор по научной работе.
В 1964 году удостоен звания профессор.
Избирался в депутаты Верховного Совета Якутской АССР двух созывов, также являлся заместителем председателя правления общества «Знание».

## Награды и звания
- Медали «За трудовую доблесть» (1947, 1957)[1][2]
- Орден Трудового Красного Знамени (1961)[1][2]
- Орден Знак Почёта (1967)[1][2]
- Заслуженный деятель науки РСФСР (1967)[1]
- Заслуженный деятель науки Якутской АССР (1959)[1][2]
- Нагрудный знак Минвуза СССР «За отличные успехи в работе» (1971)[1]

## Личная жизнь
Родился во II Холгуминском наслеге Мегино-Кангаласского района в Якутии в семье крестьянина. Отец — М. И. Романов, служил писарем улуса, активно участвовал в организации школ.
Проживал в Якутске. Умер 15 ноября 1978 года.